# Dinemasporium
Dinemasporium Lev. (dinemasporium) – rodzaj grzybów z klasy Sordariomycetes.

## Systematyka i nazewnictwo
Pozycja w klasyfikacji według Index Fungorum: Incertae sedis, Incertae sedis, Xylariomycetidae, Sordariomycetes, Pezizomycotina, Ascomycota, Fungi.
Synonimy nazwy naukowej: Amphitiarospora Agnihothr., Dendrophoma Sacc., Pycnidiochaeta Sousa da Câmara.
Nazwa polska według W. Fałtynowicza.

## Niektóre gatunki
- Dinemasporium aberrans B. Sutton 1969
- Dinemasporium adeana Petr. 1929
- Dinemasporium americanum Crous, Verkley, Christensen, Castañeda & Groenewald 2012
- Dinemasporium asetulum J.X. Duan & W.P. Wu 2007
- Dinemasporium caespitosum (Sacc.) Shkarupa 1980
- Dinemasporium canadense Morgan-Jones 1971
- Dinemasporium coffeanum Bat. & Peres 1964
- Dinemasporium corrugatum Dearn. & Picb. 1928
- Dinemasporium cytosporoides (Sacc.) B. Sutton 1965
- Dinemasporium decipiens (De Not.) Sacc. 1881
- Dinemasporium duguetiae Furlan. & Dianese 1998
- Dinemasporium fimeti Plowr. & W. Phillips 1876
- Dinemasporium fusiforme W.P. Wu & J.X. Duan 2007
- Dinemasporium geasteris Hollós 1907
- Dinemasporium intermedium Speg. 1911
- Dinemasporium ligongense W.P. Wu, J.X. Duan & Xin Z. Liu 2007
- Dinemasporium longicapillatum Y. Yamag. & Masuma 2005
- Dinemasporium longisetum Syd. 1936
- Dinemasporium marinum Sv. Nilsson 1957
- Dinemasporium maximae Shahezad, Hande & Dharkar 201
- Dinemasporium minutum Bat., J.L. Bezerra & Peres 1964
- Dinemasporium neottiosporoides (Agnihothr.) W.P. Wu 2007
- Dinemasporium pleurospora (Sacc.) Shkarupa 1980
- Dinemasporium sinense W.P. Wu, J.X. Duan & Xin Z. Liu 2007
- Dinemasporium sorghi Saccas 1954
- Dinemasporium tragopogonis (Henn.) Sacc. & D. Sacc. 1906

Nazwy naukowe na podstawie Index Fungorum. Uwzględniono tylko gatunki zweryfikowane. Nazwy polskie według W. Fałtynowicza.